# Philippe de Noailles

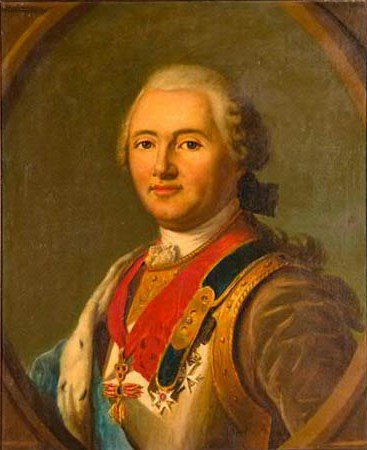
Philippe de Noailles.

Philippe de Noailles, hertig av Mouchy, född den 27 december 1715 i Paris, död där den 27 juni 1794, var en fransk ädling. Han var son till Adrien Maurice de Noailles och far till Louis Marie de Noailles.
Noailles blev 1775 marskalk av Frankrike (samma dag som brodern Louis) och avrättades jämte sin maka en månad innan skräckväldet tog slut.